# ۲۴ مه
۲۴ مه، صد و چهل و چهارمین (در سال‌های کبیسه صد و چهل و پنجمین) روز سال در گاه‌شماری میلادی است. ۲۲۱ روز تا پایان سال باقی‌است.

## رویدادها
- ۱۲۱۸ - آغاز جنگ صلیبی پنجم
- ۱۵۷۱ - تاتارهای کریمه مسکو، پایتخت روسیه تزاری را به آتش کشیدند.
- ۱۶۰۷ - با پیاده شدن صد مهاجر انگلیسی در جیمزتاون، نخستین مستعمره انگلستان در قاره آمریکا پدید آمد.
- ۱۶۸۹ - با تصویب پارلمان انگلستان مذهب کاتولیک از سیاست این کشور کنار گذاشته شد و پروتستانتیسم مورد پشتیبانی قرار گرفت.
- ۱۹۴۱ - جنگ جهانی دوم: نبردناو آلمانی بیسمارک در جریان نبرد اقیانوس اطلس، رزم‌ناو بریتانیایی هود را غرق کرد.
- ۱۹۶۱ - قبرس به شورای اروپا پیوست.
- ۱۹۶۷ - مصر دسترسی اسرائیل به دریای سرخ را به صورت کامل از بین برد.
- ۱۹۹۳ - اریتره از اتیوپی مستقل شد.

## زادروزها
- ۱۶۸۶ - دانیل گابریل فارنهایت، دانشمند آلمانی و سازندهٔ دماسنج جیوه‌ای. (درگذشتهٔ ۱۷۳۶)
- ۱۸۶۱ - جرالد استریکلند، سیاستمدار و نخست‌وزیر مالت. (درگذشتهٔ ۱۹۴۰)
- ۱۸۷۰ - بنجامین کاردوزو، وکیل و حقوق‌دان اهل ایالات متحده آمریکا. (درگذشتهٔ ۱۹۳۸)
- ۱۸۹۱ - ویلیام آلبرایت، زبان‌شناس و انسان‌شناس اهل ایالات متحده آمریکا. (درگذشتهٔ ۱۹۷۱)
- ۱۸۹۹ - آنری میشو، شاعر، نویسنده و نقاش بلژیکی. (درگذشتهٔ ۱۹۸۴)
- ۱۹۱۳ - ادری براون، دوندهٔ اهل بریتانیا. (درگذشتهٔ ۲۰۰۵)
- ۱۹۲۵ - مای زترلینگ، بازیگر و کارگردان اهل سوئد. (درگذشتهٔ ۱۹۹۴)
- ۱۹۴۴ - دومینیک لاوانان، بازیگر اهل فرانسه.
- ۱۹۴۹ - جیم برودبنت، بازیگر انگلیسی.
- ۱۹۴۹ - راجر دیکینز، فیلم‌بردار انگلیسی.
- ۱۹۵۳ - آلفرد مولینا، بازیگر انگلیسی-آمریکایی.
- ۱۹۶۰ - کریستین اسکات توماس، بازیگر اهل انگلستان.
- ۱۹۶۴ - آدریان مورهاوس، شناگر اهل بریتانیا.
- ۱۹۶۵ - شینیچیرو واتانابه، کارگردان، فیلم‌نامه‌نویس و تهیه‌کنندهٔ موسیقی اهل ژاپن.
- ۱۹۶۷ - تامر کاراداغلی، بازیگر اهل ترکیه.
- ۱۹۷۳ - ولادیمیر اسمیچر، بازیکن فوتبال اهل جمهوری چک.
- ۱۹۷۴ - ماساهیده کوبایاشی، بازیکن بیس‌بال اهل ژاپن.
- ۱۹۸۲ - عیسی گابریل احمد، بازیکن فوتبال اهل غنا.
- ۱۹۸۳ - کاستودیو کاسترو، بازیکن فوتبال اهل پرتغال.
- ۱۹۸۳ - وو سونگ یون، بازیگر اهل کره جنوبی. (درگذشتهٔ ۲۰۰۹)
- ۱۹۸۹ - جی-ایزی، رپر و تهیه‌کنندهٔ موسیقی اهل ایالات متحده آمریکا.
- ۱۹۹۴ - رودریگو د پائول، بازیکن فوتبال اهل آرژانتین.

## درگذشت‌ها
- ۱۵۴۳ - نیکلاس کوپرنیک، ریاضی‌دان، اقتصاددان و کشیش آلمانی-لهستانی. (زادهٔ ۱۴۷۳)
- ۱۹۵۱ - توماس ان. هفرون، کارگردان، فیلم‌نامه‌نویس و بازیگر اهل ایالات متحده آمریکا. (زادهٔ ۱۸۷۲)
- ۱۹۶۳ - المور جیمز، موسیقی‌دان اهل ایالات متحده آمریکا. (زادهٔ ۱۹۱۸)
- ۱۹۹۵ - هارولد ویلسون، سیاستمدار بریتانیایی. (زادهٔ ۱۹۱۶)
- ۱۹۹۶ - توماس اف. کانلی، ژیمناست و نظامی اهل ایالات متحده آمریکا. (زادهٔ ۱۹۰۹)
- ۲۰۱۳ - ران دیویس، بازیکن فوتبال اهل ولز. (زادهٔ ۱۹۴۲)
- ۲۰۲۳ - تینا ترنر، خواننده و بازیگر اهل ایالات متحده آمریکا. (زادهٔ ۱۹۳۹)